# الحرس البريتوري

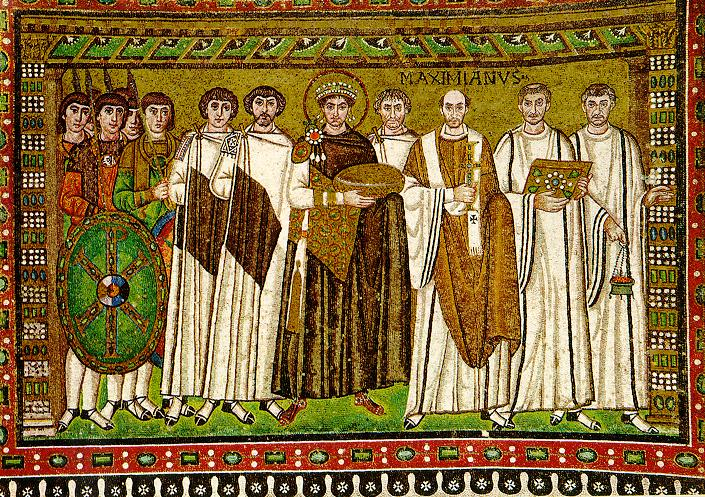
محكمة الإمبراطور الروماني جستنيان، مقامةً بحضور الحرس البرايتوري.

الحرس البرايتوري (باللاتينية: Praetoriani) أو الحرس الإمبرطوري هو الحرس الشخصي المسؤول عن حماية الأباطرة الرومان في روما القديمة. كان يترأَّسه القائد البرايتوري.
وجدت مؤسسة الحرس البرايتوري منذ عهد الجمهورية الرومانية، إذ كان يطلق الاسم على حراس الضباط الكبار بالجيش الروماني، وقد استعمل على الأقل منذ عهد آل سكيبيو عام 275 ق.م. في عهد الإمبراطورية، أصبح الحرس البرايتوري يقوم على حماية الإمبراطور ذاته، إلا أنَّ الإمبراطور قسطنطين الأول قرَّر حلَّه خلال منتصف القرن الرابع الميلادي.
كانت هناك فرق حراسة شخصية شبيهة للأباطرة الرومان خلال بعض الفترات، مثل الحرس الجرماني الإمبراطوري ( Germani corporis custodes) المكوَّن من أفراد الشعوب الجرمانية النازحين إلى روما، والحرس الآيبيريّ الذي استعان به الإمبراطوران سكيبيو الإفريقي وأغسطس.

## التاريخ
يعود مصطلح برايتوري بالأصل إلى اسم كان يطلق في عهد روما القديمة على ثكنات مجموعة من ضباط الجيش الروماني، فقد كانت تسمى ثكناتهم المقامة في ميدان المعركة: البرايتيريوم (Praetorium). كان هؤلاء الضبَّاط مشهورين باسم البريتورات، وهم نخبة من المواطنين الرومان واللاتين بالدولة، اعتادَ قادة الجيش الروماني أن يختاروا منهم مجموعاتٍ ليخدموا كجنودٍ بمهام خاصَّة أو كحراسٍ شخصيين لرجلٍ معيَّن ذي شأن.
كانت تُسمَّى التشكيلات العسكرية المؤلفة بالكامل من جنود بريتوريين بـالكتائب البريتورية (Cohors praetoria). وقد كان يمتلك العديد من أعلام الرومان البارزين كتائب بريتورية تعمل على حمايتهم وحراستهم، ومن هؤلاء الأعلام الأباطرة يوليوس قيصر وماركوس أنطونيوس وأغسطس. عندما أصبح أغسطس إمبراطوراً لروما عام 31 ق.م، قرَّر أن الكتائب البريتورية قد تكون فعَّالة لأغراض سياسية لا للأغراض العسكرية فحسب، ومن هنا تم تشكيل قوة الحرس البريتوري لحماية الإمبراطور شخصياً.

### تطور دور الحرس

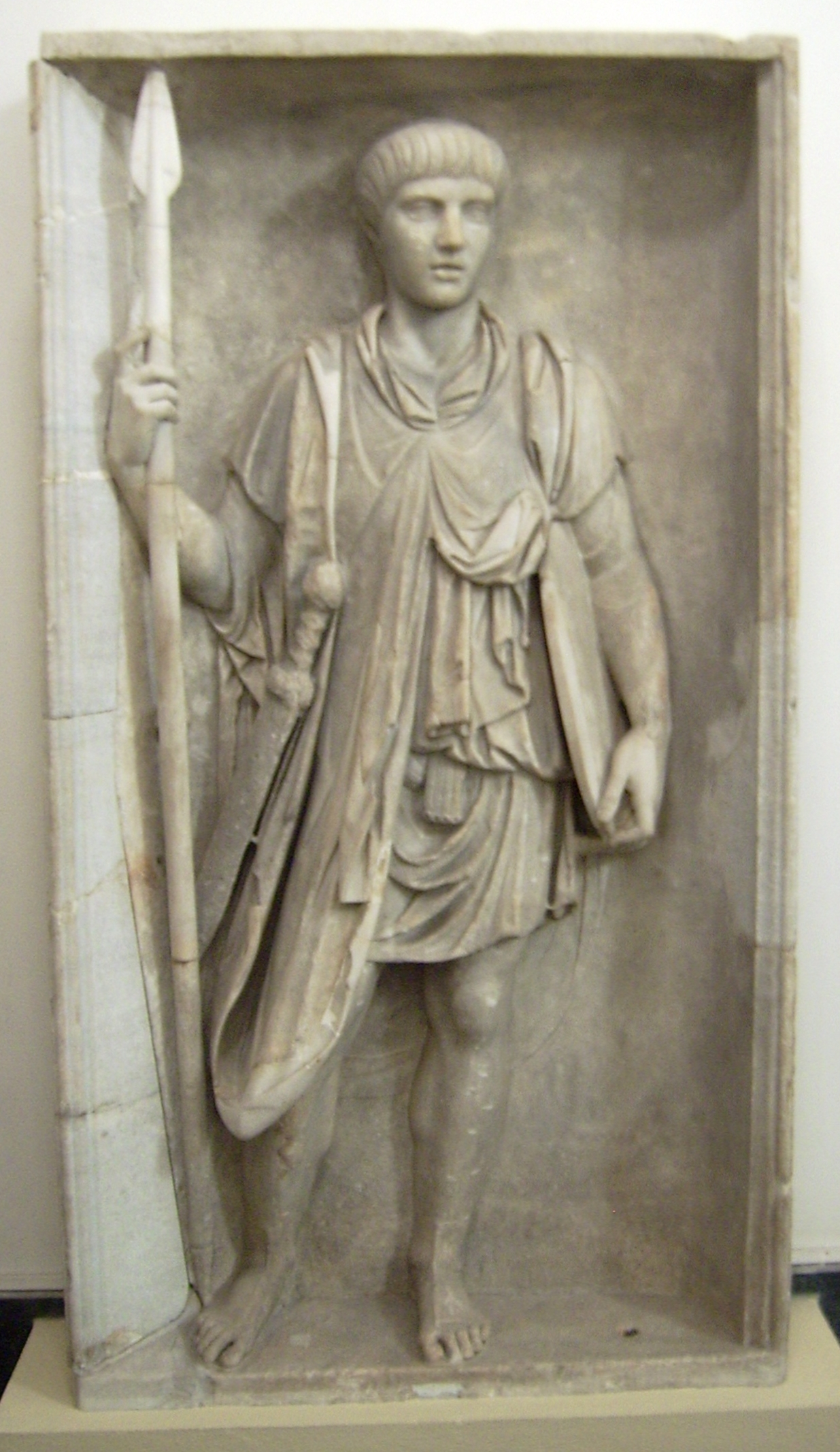
تمثالٌ منحوت لرجلٍ من الحرس البريتوري، معروض في متحفٍ بمدينة برلين.

مع أن الحرس البريتوري ظهر في بداية الأمر ليكون حرساً إمبراطورياً بحتاً، إلا أنَّ دوره أخذ بالتطوُّر والتعاظم مع الزمن، حتى أصبح قوة محورية جداً وهائلة النفوذ في عالم الإمبراطورية الرومانية السياسيّ. كان ما أراده الإمبراطور أغسطس هو إيجاد قوة تحميه في عهدٍ متقلِّب كانت تعيشه الدولة، فأسَّس عشر كتائب بريتورية فحسب، كانت تتألَّف كل منها من 500 رجل (وُسِّعت لاحقاً لتشمل 1,000 رجل)، كما شُكِّلت كتائب مماثلة من الخيالة ضمَّت كل منها 30 رجلاً. لم تترك إلا ثلاثٌ من الكتائب البريتورية العشر في العاصمة روما، حيث كانت لجنود هذه الكتائب الثلاث حرية التجول بالقصر الإمبراطوري ومرافق العاصمة الهامَّة، أما الكتائب الأخرى فقد تركت في البلدات الريفية المحيطة بروما.
في عام 23م، نجح قائد بريتوري يُدعَى لوسيوس سيجانوس (Lucius Aelius Sejanus) بإقناع الإمبراطور الروماني آنذاك تيبيريوس بنقل جميع كتائب الحرس البريتوري إلى حصنٍ خاصٍّ يقع خارج أسوار روما مباشرة، سُمِّي Castra Praetoria، بينما تركت قوَّة صغيرة فحسب يمكنها تجوُّل القصر الإمبراطورية بحرية (يتبادل الحراس الأدوار باستمرار بين النهار والليل، فيعود أصحاب الوردية الأولى إلى الحصن البريتوري بينما يأتي زملاؤهم إلى القصر). رغم أنَّ الحرس البريتوري أثبتَ ولاءه لاحقاً لتيبيريوس، إلا أنَّ قوته ونفوذه السياسيَّين نميا بدرجةٍ كبيرةٍ جداً.

### المشاركة بالحروب
عندما تندلع الحروب، كان الحرس البريتوري على أرض المعركة مماثلاً في مرتبته لأيّ تشكيلٍ عسكري آخر من الجيش الروماني. وجه تيبيريوس بعد وفاة سلفه أغسطس عام 14م تمرُّداً علنياً من فيلقين رومانيَّين، هما فيلق الراين وفيلق مقاطعة بانونيا. تعامل ابن تيبيريوس المدعوُّ دروسوس مع تمرُّد فيلق بانونيا بعد أن دُعِمَ بكتيبتين بريتوريَّتين وبعض الفرسان البريتوريين. أما التمرُّد الآخر - ذلك في الراين - فقد قمعه ابن تييبيريوس الآخر جرمانيكوس مترأِّساً فيالق الحرس البريتوري، بل وقد قاد هذه الفيالق ليغزو أراضي الجرمان لمدة عامين متتاليَين. شارك الحرس البريتوري خلال عهدي الإمبراطورَين دوميتيان وتراجان بحروبٍ في مناطق امتدَّت من داقية إلى بلاد الرافدين، كما شارك في حروبٍ عديدةٍ لأباطرة كثيرين بالعصور اللاحقة.

### الدور السياسي

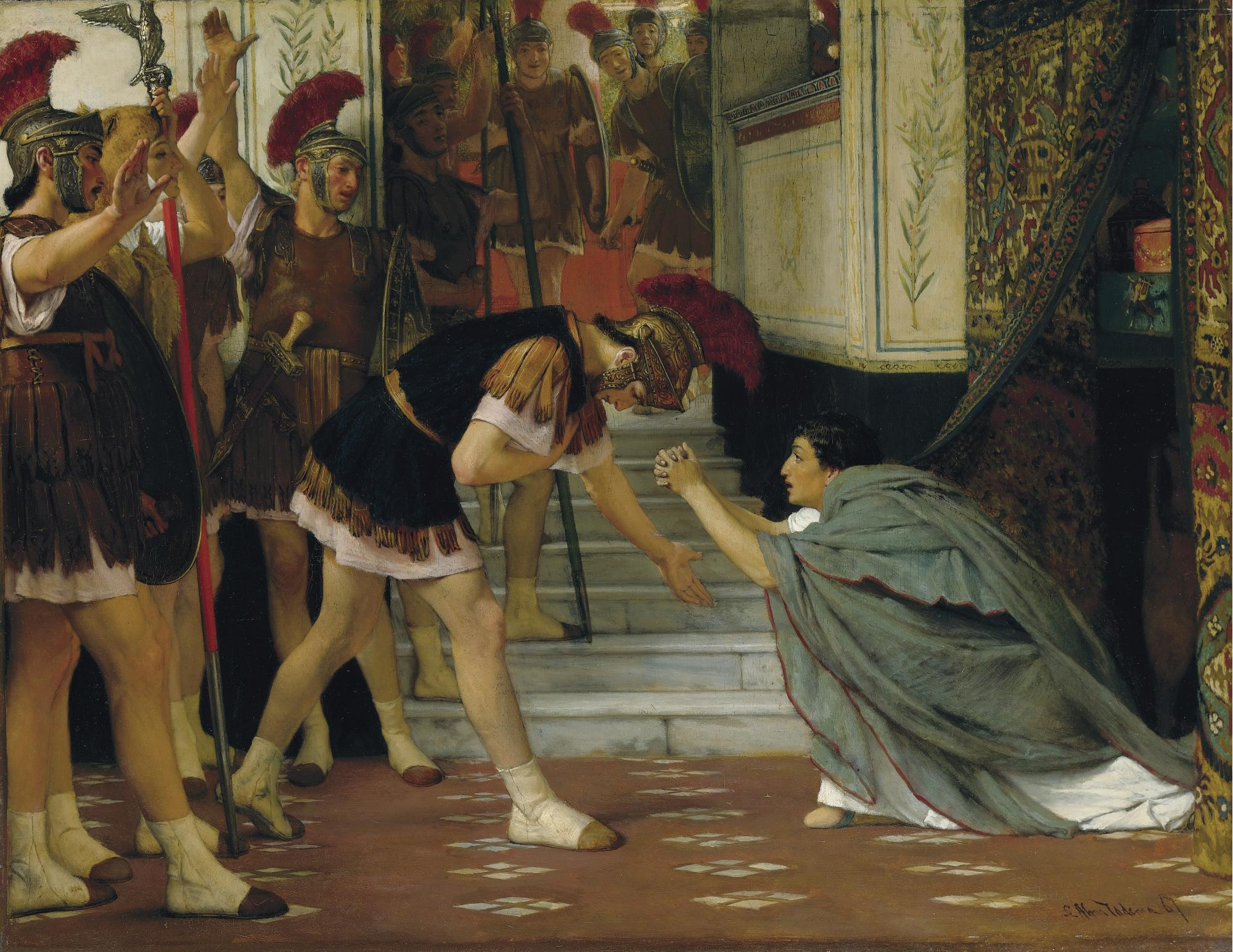
لوحة للرسام لورينس تديما تظهر مشهد تنصيب الحرس البريتوري لكلوديوس إمبراطوراً لروما عام 41م. كان الحرس قد اغتال قبل ذلك مباشرةً الإمبراطور السابق كاليغولا، في إحدى حوادث عديدة تدخل فيها الحرس بسياسة الإمبراطورية.

في عام 31م، واجه الإمبراطور تيبيريوس خطراً لتمرُّد يقوده موالو مساعده المقرَّب سيجانوس، فاستعان عليهم بالحرس البريتوري، وأثبت الحرس البريتوري ولاءَه في حينه، فأمسك بسيجانوس وأعدمه. إلا أنَّ الأمور تغيَّرت منذ مقتل سيجانوس، فقد باتت قوة الحرس البريتوري في تسيير الإمبراطورية واضحةً للعيان، وبدأ الحرس يلعب دوراً دموياً في سياسة روما، فقد ارتكب الحرس البريتوري على مدى القرون التالية جرائم تراوحت من إعدام الأباطرة الرومان إلى التمرد على سبتيموس سيفيروسداء على سكان روما أنفسهم. على سبيل المثال، قتل الإمبراطور كاليغولا عام 41م بمؤامرةٍ شارك فيها الحرس البريتوري بتعاونٍ مع مجلس الشيوخ الروماني، بل وقد مضى الحرس ليعيَّن بنفسه الإمبراطور الجديد كلوديوس من دون حتى أن يأخذوا مشورة مجلس الشيوخ بالأمر.
خلال عام الأباطرة الأربعة، فشل أحد الأباطرة الرومان - المدعوُّ غالبا - الأجور المناسبة لجنود الحرس البريتوري، ممَّا دفعهم للانضمام إلى عدوّه أوثو واغتياله. نجح أوثو بكسب جنود الحرس البريتوري بعد أن منحهم حقوقاً واسعة، كحقّ اختيار قائدهم بأنفسهم. إلا أنَّ فيتليوس سرعان ما تمكَّن من دحر أوثو، فسرَّح جميع جنود الحرس القدامى وأمر بتشكيل حرسٍ جديدٍ قوامه 16 كتيبة. من جهة أخرى، سخط أفراد الحرس القدامى على فيتليوس لأنه طردهم، فتمكَّن عدوُّه فسبازيان من كسب ولائهم لصفّه، وقد استطاع فسبازيان لاحقاً أن يقهر فيتليوس ويصبح إمبراطور روما، فسرَّح العديد من أفراد حرس سلفه، وأبقى على 9 كتائب فحسب. ولضمان أن يبقى مسيطراً على الأمور، عيَّن ابنه تيتوس قائداً جديداً للحرس.
مع أنَّ الحرس البريتوري كان يمتلك في روما القدرة على تنحية أو تنصيب الأباطرة، إلا أنَّه لم يكن قادراً على التدخل في الشؤون الإدارية الحكومية للدولة، على عكس مسؤولي القصر ومجلس الشيوخ والبيروقراطيين. لذلك، ففي الكثير من الأحيان وبعد أن يرتكب الحرس البريتوري واحدةً من جرائمه، كان الحاكم الجديد ينتقم من الحرس بدوره. على سبيل المثال، في عام 193 قتل الحرس البريتوري الإمبراطور الروماني بيرتيناكس، وعرض العرش للبيع بالمزاد، فاشتراه ديديوس يوليانوس مقابل مبلغٍ ضخمٍ من المال ليصبح إمبراطور روما الجديد. بعد ذلك بشهور، سار القائد العسكري سبتيموس سيفيروس إلى روما وأعدم جوليانوس، ثمَّ رد على ما ارتكبَ بأن أمر بحلّ الحرس تماماً، وشكل لنفسه حرساً خاصاً من جنوده الموالين له.